# Orde van Moed

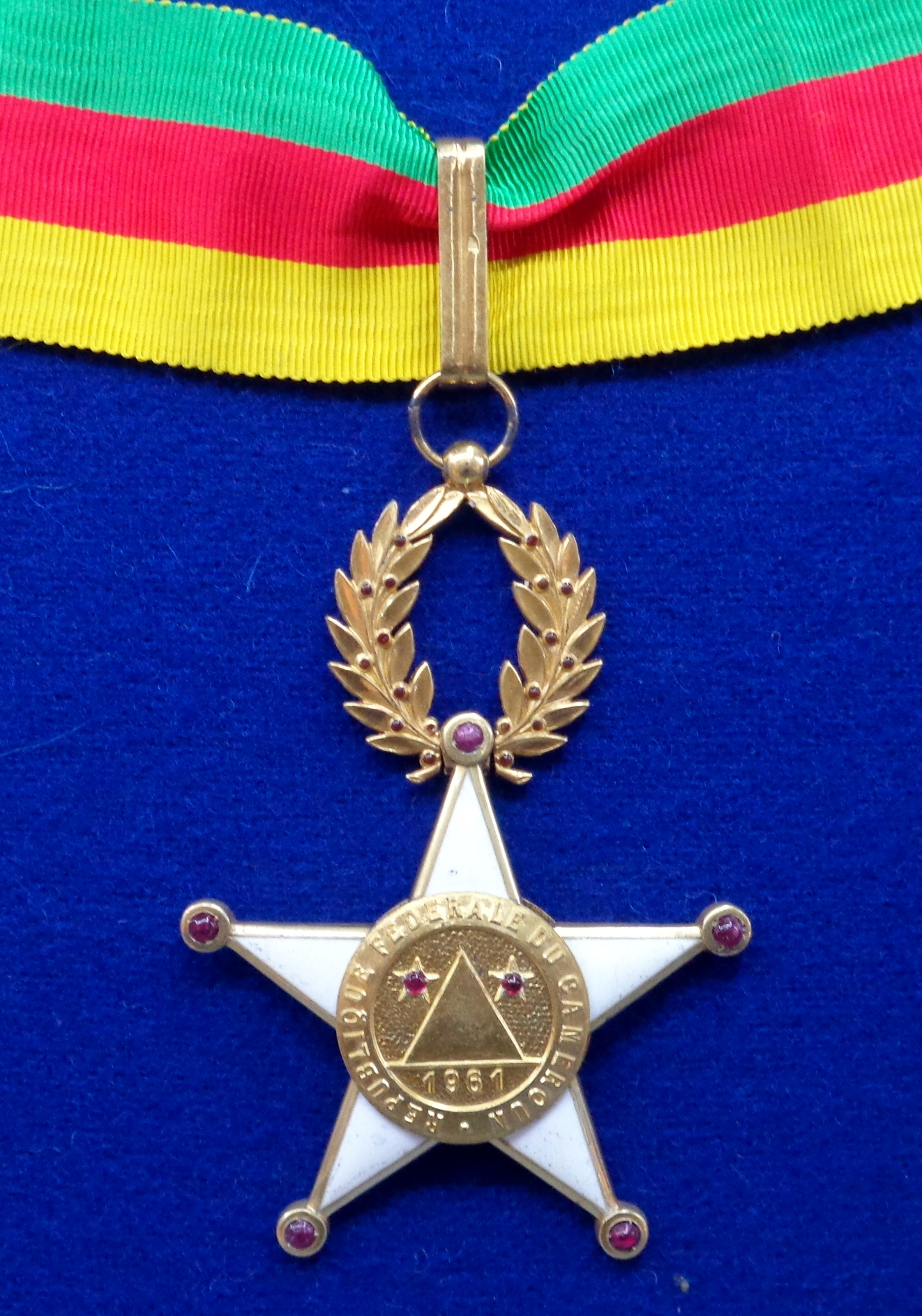
Orde van Moed (1961-1972)

De Orde van Moed  (Frans: Ordre de la Valeur), is een ridderorde van de Republiek Kameroen.

## De graden
De orde heeft de in het internationaal protocol gebruikelijke vijf graden.
- Grootkruis
- Grootofficier
- Commandeur
- Officier
- Ridder

## De versierselen
Er zijn drie modellen van het versiersel bekend:
- Ie versie (1957 - 1961)
- IIe versie (1961 - 1972), deze kleinoden hebben een gouden medaillon met een driehoek en twee rode stenen
- IIIe versie (1972 - heden)

Het grootkruis is een wit geëmailleerde gouden ster met vijf punten met daarop gouden ballen en een verhoging in de vorm van een gouden lauwerkrans.
De ster is van goud en heeft vijf punten. Het op deze ster gelegde kleinood heeft rode ballen op de punten. De grootofficier draagt een gelijkvormige zilveren ster.
Het lint is helderrood. De officier draagt een rozet op zijn lint.

## Decorati
Prins Bernhard der Nederlanden was "Grootkruis in de Orde van Moed , zie de Lijst van onderscheidingen van prins Bernhard der Nederlanden.
- Mohammed VI van Marokko, (Grootkruis)